# Fjoralba Turku
Fjoralba Turku (* 1983 in Tirana) ist eine albanische Jazzmusikerin (Gesang, Komposition).

## Leben und Wirken
Turku stammt aus einer bekannten albanischen Musikerfamilie – der Geiger Rudens Turku ist ihr älterer Bruder. Seitdem sie neun Jahre alt ist, lebt sie in Deutschland. Turku begann ein Studium der Literaturgeschichte an der Sorbonne in Paris und der Theaterwissenschaft an der Ludwig-Maximilians-Universität München. Später entschied sie sich für die Musik: Von 2007 bis 2010 studierte sie Jazzgesang an der Hochschule für Musik und Theater München; 2008 besuchte sie Meisterkurse am Berklee College of Music bei Jan Shapiro und Bob Stoloff.
Im selben Jahr debütierte sie mit Geoff Goodmans Projekt Tabla and Strings, zu dem Charlie Mariano gehörte. Seitdem tourt sie in diversen Formationen durch Europa wie auch Kanada. 2008 konnte sie sich in Brüssel im Rahmen der International JazzSingers Competition im Halbfinale platzieren und erhielt einen Ehrenpreis für besondere musikalische Leistungen. 
2010 veröffentlichte sie ihr Debütalbum, dem weitere Alben folgten. Unterschiedliche Projekte mit Goodman, Henning Sieverts, Till Martin, Tizian Jost, Bill Elgart, Sava Medan, Paulo Cardoso, Hugo Siegmeth und anderen zeigen ihre musikalische Vielfalt. Mit Geoff Goodmann tritt sie auch im Duo Katie Cruel auf.

## Diskographische Hinweise
- Joshua (Traumton 2010, mit Andrea Hermenau, Benjamin Schäfer, Johannes Jahn sowie Paulo Cardoso)
- Serene (Traumton 2010, mit Florian Trübsbach, Tal Balshai, Paulo Cardoso, Jonas Burgwinkel)
- Geoff Goodman & Fjoralba Turku At the Middle (Enja/Tutu 2014)
- Another Chapter (2015, mit Karsten Hochapfel, Vanesa Garcia)
- Katie Cruel: The Roving Jewel (Double Moon Records 2017, mit Geoff Goodman)
- Katie Cruel: Rochuskapelle 28. Oktober 2017 (Haus International Landshut 2021, mit Geoff Goodman)